# Ixtapangajoya
La città di Ixtapangajoya è a capo dell'omonimo comune, nello stato del Chiapas, Messico. Conta 1 070 abitanti secondo le stime del censimento del 2005 e le sue coordinate sono 17°29'N 93°00'W.

Dal 1983, in seguito alla divisione del Sistema de Planeación, è ubicata nella regione economica V: NORTE.

## Toponimia
Ixtapangajoya in lingua náhuatl significa "Posto dell'acqua salata".